# Ortensia (oratrice)
Ortensia, in latino Hortensia (fl. I secolo a.C.), è stata un'oratrice romana vissuta nel I secolo a.C. Figlia di Quinto Ortensio Ortalo e di Lutazia, Ortensia è passata alla storia come una delle prime donne avvocato grazie alla sua orazione pronunciata dinnanzi ai triumviri nel 42 a.C..

## Biografia
Era figlia di Quinto Ortensio Ortalo e della sua prima moglie Lutazia. Suo padre era un celebre oratore, rivale di Marco Tullio Cicerone, ed era stato console nel 69 a.C. Come membro dell'aristocrazia, Ortensia ebbe accesso alla letteratura greca e latina fin dalla giovane età. Si concentrò poi sullo studio della retorica, seguendo le orme paterne.
Si pensa che abbia sposato il suo secondo cugino, Quinto Servilio Cepione, fratello di Servilia e fratellastro di Marco Porcio Catone Uticense. Ebbe una figlia di nome Servilia e nel 59 a.C. suo marito adottò il proprio nipote Marco Giunio Bruto, prima della sua morte.

## Discorso ai triumviri

### Antefatto
L'antefatto è noto dal testo di Appiano di Alessandria (Guerre civili, 4, 32-34): nel 42 a.C. i triumviri chiesero a millequattrocento donne abbienti di partecipare alle spese militari in vista della battaglia di Filippi ed emanarono quindi un provvedimento fiscale col quale chiedevano alle stesse di fare una stima dei loro beni, sulla quale fornire un contributo. Il provvedimento prevedeva sanzioni nei confronti di omissioni e false dichiarazioni e ricompense per delazioni e informazioni confidenziali, anche da parte di schiavi e liberti.
Le matrone sulle prime tentarono di intercedere attraverso le congiunte dei triumviri: alcune di loro si rifiutarono, come Fulvia (moglie di Marco Antonio), altre, come Ottavia minore (sorella di Ottaviano) e Giulia (madre di Marco Antonio) le accolsero. Questa mediazione però non ebbe successo e di conseguenza le matrone furono costrette a perorare la loro causa nel foro dinnanzi ai triumviri. Scelsero come rappresentante una donna, Ortensia, anche perché, come testimoniato da Valerio Massimo (Factorum et dictorum memorabilium libri IX 8, 3, 3), nec quisquam virorum patrocinium eis accomodare auderet, ossia nessun uomo aveva osato assumere il loro patrocinio.

### Orazione
Ortensia inizialmente ribadisce il fallimento dell'intercessione delle mogli dei triumviri per legittimare la sua presenza nel foro, sottolineando la rottura delle tradizioni familiari che prevedevano che fossero le mogli a dover parlare con i mariti. In ragione del mos maiorum stabilito da re Numa Pompilio, la donna non poteva parlare nel foro e in pubblico, al pari del bere il vino. Il perorare la propria causa era un'attività dalla quale le donne avrebbero dovuto astenersi, perché avrebbe determinato un'inversione del corretto funzionamento delle istituzioni pubbliche (come riportato anche da Plutarco nel Confronto fra Licurgo e Numa, 3,11).
Ortensia supera questa preclusione, affermando che, poiché le guerre civili le hanno private di padri, figli, mariti e fratelli, le donne sono sui iuris, ossia non hanno più alcun familiare maschile che le possa rappresentare davanti alla legge. Se i triumviri le priveranno anche dei loro beni, non potranno più mantenere la condizione economica e sociale a cui i padri le avevano destinate.
Il punto cruciale della sua arringa fu, come riportato da Appiano: Perché mai, chiese Ortensia, le donne dovrebbero pagare le tasse, visto che sono escluse dalla magistratura, dai pubblici uffici, dal comando e dalla res publica?
Come racconta Valerio Massimo, Ortensia discusse la causa coraggiosamente e felicemente: infatti, riproducendo l'eloquenza di suo padre ottenne che la maggior parte del danaro richiesto fosse rimessa. I triumviri infatti accolsero, benché parzialmente, la richiesta di Ortensia e imposero il tributo a solo quattrocento donne, coprendo la restante parte con una nuova tassa sui grandi patrimoni (sopra i centomila danari).
Ortensia non fu l'unico esempio di donna avvocato: nel vuoto legislativo e nell'assenza di una norma che impedisse alle donne l'avvocatura, Valerio cita anche Mesia Sentinate (o Amesia Sentinas) e Gaia Afrania.
I romani, gelosi dei mos maiorum, rimediarono al vuoto vietando alle donne di svolgere le attività maschili e in particolare il patrocinio legale, a tal proposito un editto riportato da Ulpiano vietò alle donne di postulare pro aliis e di ricoprire qualsiasi altro ufficio civile e pubblico.

## Nella cultura di massa
- Alla figura di Ortensia si basò il librettista e drammaturgo italiano Antonio Simeone Sografi per la sua ultima commedia, Ortensia, pubblicata nel 1815.
- Nel 2016 è stato pubblicato il romanzo storico della scrittrice inglese Annelise Freisenbruch, intitolato Rivals of the Republic, che vede come protagonista Ortensia.[6]